# ドント・トラスト・オーバー30
ドント・トラスト・オーバー30（ドント・トラスト・オーバー・サーティー）は、ホリプロとナイロン100℃（制作会社はシリーウォーク。以下「ナイロン」）の提携公演として2003年に上演されたミュージカル。まれに「ドントラ」と略される。
作・演出・作詞・音楽はケラリーノ・サンドロヴィッチ（以下「KERA」）、主演はユースケ・サンタマリア、奥菜恵、音楽監督は鈴木慶一（ムーンライダーズ）。

## 上演記録
2003年5月24日〜2003年6月8日 青山劇場
2003年6月13日 愛知厚生年金会館
2003年6月18日〜2003年6月22日 大阪厚生年金会館芸術ホール

## 内容

### ストーリー
- 2004年を平穏に生きる主人公・中山ユーイチが、自分の結婚披露宴でのトラブルに巻き込まれて、グループ・サウンズ華やかなりし時代の1969年にタイムスリップしてしまい、現代に戻ってくるまでの顛末をミュージカル調で描いたもの。
- 上演当時は2003年初夏であったが、日本が戦争しているという設定上の時間の経過に合わせ、翌年の設定となっている。

### キャスト
- ユースケ・サンタマリア…中山ユーイチ
- 奥菜恵…万城目メグミ
- 犬山イヌコ[注釈 1]…モケ美、五十嵐アゲハ
- 秋山菜津子…レイコ
- 井上順…中山裕之介
- みのすけ…早川、ハザマ
- 三宅弘城…ラーメン屋店員、ヒロキ（メグミの兄）
- 峯村リエ…メグミの母、堅部社長
- 松永玲子…ローザ
- 長田奈麻…レコード屋店員、レオナ
- 安澤千草…ピン子
- 村岡希美…サキ
- 新谷真弓…レンゲ
- 廣川三憲…メグミの父
- 大山鎬則…立花巡査
- 吉増裕士…ウェイター
- 喜安浩平…クリス（シャークス G.）
- 杉山薫…田舎女
- 大堀こういち…巡査（健坊）、ヒデ（シャークス Vo.）
- 藤田秀世…医者、トンプー（シャークス B.）、ディレクター
- 石川浩司…尿（狂人の館 Dr.）
- 知久寿焼…汁（　　〃　 G.）
- 滝本晃司…汗（　　〃　 B.）
- 星川薫…バンド"Silly Man" G.
- 鈴木博文…　　　〃　　　　　B.
- 青木庸和…　　　〃　　　　　Key.
- 濱田尚哉…　　　〃　　　　　Dr.
- 小林克也…アナウンス

### 公演
- 正式な公演名の冠は「ホリプロ×ナイロン100℃ SPECIAL SESSION」（または「HORIPRO×NYLON100℃ SPECIAL SESSION」）。この公演には当時のナイロンの役者がほぼ揃っており、なおかつスタッフの布陣もほぼナイロンのそれであったものの、通常、これをナイロンの公演とカウントすることはない。
- かねてから劇評家の扇田昭彦は、KERAにミュージカルの演出を行うように勧めていた（主に彼に促すようになったのは、2000年の三谷幸喜による「オケピ!」と松尾スズキによる「キレイ」がほぼ同時に上演されてから）。
- 劇中の台詞にもあるが、S席9,500円という価格で上演された。これは当時のナイロンの公演の際に設定されるチケットの標準価格を大幅に上回っていたため、劇場から足を遠ざけたファンも多かった。
- このため、公演制作者側は臨時にリピーター価格を設定したが、あまり効果は上がらなかったらしい。
- のちに公演の模様を収めたDVDが発売されている（PCBE-50740）。ナイロンでは公演グッズの通販を行っているが、このDVDは販売されていない（2007年10月現在）。
- そのDVDが、芝居の公演を収めたDVDとしては異例の2枚組であることからも分かる通り、上演時間は非常に長かった（DVDには1幕・2幕を分けて収録）。公演の上演時間としてアナウンスされたのは3時間半であった。しかし、これは当時のナイロン（というよりKERA）の作風からすると、かなり常識的な時間ではあった。
- だが、ゲネプロ段階ではランニングタイムは4時間半あり、それを削る形で上演がなされた（無論、ストーリー上での矛盾を感じさせる場面はほとんどない。DVDでそのインタビューを確認することができる）。
- ユースケ・サンタマリアはこのミュージカルが舞台初出演であった。因みにこの公演が縁で、ユースケ・サンタマリアは、同年のナイロン公演（ナイロン100℃ 25th SESSION）である「ハルディン・ホテル」の本多劇場での上演に一部出演した（この模様は、ナイロンで通販されているDVDで確認することができる。ただしシークレット映像）。
- 公演で歌われた曲はKERAが在籍した有頂天の曲、音楽監督である鈴木慶一が在籍するムーンライダーズのリアレンジに加え、出演したたまの曲（たまはこの年に解散）やオリジナル曲が使用された。
- のちにこの公演を振り返り、KERAは「最も過酷だった公演」「皆に迷惑をかけた公演」とインタビュー等で答えている（代表的な書籍は「all about NYLON100℃」-シリーウォーク刊）。それは台本の遅れに加え、それに追い打ちをかけるような打ち合わせ・キッカケの数々が通常の公演からは想像も付かない量であったことを指して言われることが多い。
- 公演ではフライングと映像が大々的に駆使された。
- KERAがナイロン結成以降に描いた作品のうち、いわゆる「タイムスリップもの」であった作品としては3作品目（「1979」「ナイス・エイジ」に続く）。
- ナイロンキャストのなかでは、新谷真弓が重要な役を担う。これは、この前の公演である「東京のSF」に続いてのこと。公演にはナイロンの中核である犬山とみのすけも参加していたが、大倉孝二は不参加であった（これらのキャスティングがその後揃ったのは、2004年の「消失」）。
- この公演の文脈でKERAがよく語るのが9.11 アメリカ同時多発テロ事件と、それに続くイラク戦争。これらの惨事・戦争に引きずられるようにして、芝居の主眼はどんどんグループ・サウンズから戦争に移っていったという。イラク戦争が開戦したのはこの年の3月19日であり、公演当時はアメリカによる戦時下。
- タイトルはムーンライダーズの同名曲（正確にはアルバムタイトル）にインスパイアされたもの。

## 劇中で演奏された曲
（曲名は、サウンドトラック（COCD-9254）の曲名ベース。）
1. オーヴァチュア（※タイトル通り、インストナンバー）
2. 君は走って灰になる（原題：僕は走って灰になる）☆
3. DON'T TRUST ANYONE OVER THIRTY☆
4. ゲバルト・ア・ゴーゴー
5. うんこまみれの時間旅行
6. 芸能プロダクションのハードな日常（原題：東京パピー）▲
7. 金魚鉢（ソロヴァージョン）▲
8. Everyone Says I love you
9. プラマイ 0
10. ローリータ・ヤーヤーヤー
11. きっかけはリュックサック
12. 金魚鉢 Radio verison▲
13. 抱きしめたいなら（原題：水の中のナイフ）☆
14. 東京ゴミ砂漠
15. 青空のハニー（原題：青空のマリー）☆
16. 距離のあるダンス
17. 短さについて
18. 明日の前日（原題：夏の前日）▲
19. 暴力猿★
20. 花咲く乙女よ穴を掘れ☆
21. 大変で行こう★
22. まわらばいそげ
23. 24時間の情事☆
24. 懐かしい未来
25. 金魚鉢 Live version▲
26. DON'T TRUST ANYONE OVER THIRTY instrumental version☆（※タイトル通り、インストナンバー。カーテンコールで使用された）
27. うんこまみれの時間旅行 Piano version（※実際の公演では歌われていない）

☆：ムーンライダーズの作品として当時リリース済みであった曲。
★：KERAの作品として当時リリース済みであった曲。「暴力猿」はKERAのソロとして、「大変で行こう」は「ミシシッピ」という曲名で有頂天としてリリース済みであった。
▲：たまの作品として当時リリース済みであった曲。

## スタッフ
- ケラリーノ・サンドロヴィッチ…作･演出・作詞・作曲
- 鈴木慶一（ムーンライダーズ）…作曲・音楽監督
- 横町慶子（ロマンチカ）…振付
- 伊藤千枝（珍しいキノコ舞踊団）…振付
- 磯沼陽子…美術
- 大島祐夫…照明
- たま…音楽協力
- 水越佳一…音響
- 上田大樹…映像
- 三大寺志保美…衣裳
- 武井優子…ヘアメイク
- 松藤和裕…フライングコーディネーター
- 佐藤万里…演出助手
- 青木義博…舞台監督
- 永田聖子（フジテレビ）…プロデューサー
- 三島通義（ニッポン放送）…同
- 内藤美奈子（ホリプロ）…同
- 小川知子（ホリプロ）…同
- 堀口寿一（フジテレビ）…ゼネラル・プロデューサー
- 宮本幸一（ニッポン放送）…同
- 金森美弥子（ホリプロ）…同
- 堀威夫（ホリプロ）…エグゼクティヴ・プロデューサー